# Nuragus
Nuragus (sardinsky: Nuràgus) je italská obec (comune) v provincii Sud Sardegna v regionu Sardinie. Nachází se ve výšce 359 metrů nad mořem a má 839 obyvatel. Rozloha obce je 19,90 km².